# أغواس كالينتس
أغواس كالينتس هي بلدة تقع في إقليم كوسكو، بيرو.